# Noah Cyrus
Noah Lindsey Cyrus (Nashville, 8 gennaio 2000) è una cantautrice, attrice, doppiatrice e attivista statunitense. Dopo aver esordito nel mondo dello spettacolo da bambina come attrice e cantante, nel 2016 ha dato il via alla sua carriera discografica pubblicando il singolo Make Me (Cry). Negli anni successivi ha pubblicato 3 EP e vari altri singoli e realizzato collaborazioni con artisti come Miley Cyrus, Demi Lovato, Alan Walker e LP. Nel luglio 2022 è prevista la pubblicazione del suo primo album The Hardest Part.

## Biografia
Noah nasce nel 2000, terza figlia del cantante country Billy Ray Cyrus e sua moglie, Leticia "Tish" Cyrus (nata Finley). Ha due fratelli maggiori, la cantante e attrice Miley Cyrus e l'attore Braison Cyrus. Da parte di madre ha due fratellastri, Brandi e Trace Cyrus, mentre da parte di padre ha un fratellastro, Christopher.

### Gli inizi
Il suo primo ruolo nel mondo televisivo è stato quello di Gracie Hebert in Doc, intrapreso per sei episodi. Appare in seguito in alcuni episodi di Hannah Montana; nel 2009 appare nel film Hannah Montana: The Movie. È apparsa anche in alcuni video musicali del padre e della sorella Miley.
Ha cantato con Frankie Jonas per il cartone giapponese Ponyo sulla scogliera dove ha anche prestato la propria voce a Ponyo nella versione inglese. Inoltre, ha doppiato un ruolo minore in A scuola con l'imperatore. Nonostante non sia stata attiva nel mondo dello spettacolo per circa tre anni, è riuscita a raggiungere una certa popolarità sui social network, in particolare Instagram, dove ha già raggiunto quota 5,7 milioni di seguaci.
Nel 2013 ha approfittato del suo tredicesimo compleanno per raccogliere fondi per una mozione contro l'utilizzo di carrozze trainate da cavalli a New York. Ha anche posato per una campagna della PETA contro la dissezione degli animali nei laboratori delle scuole superiori.

### 2016-2021: debutto nel mondo della musica

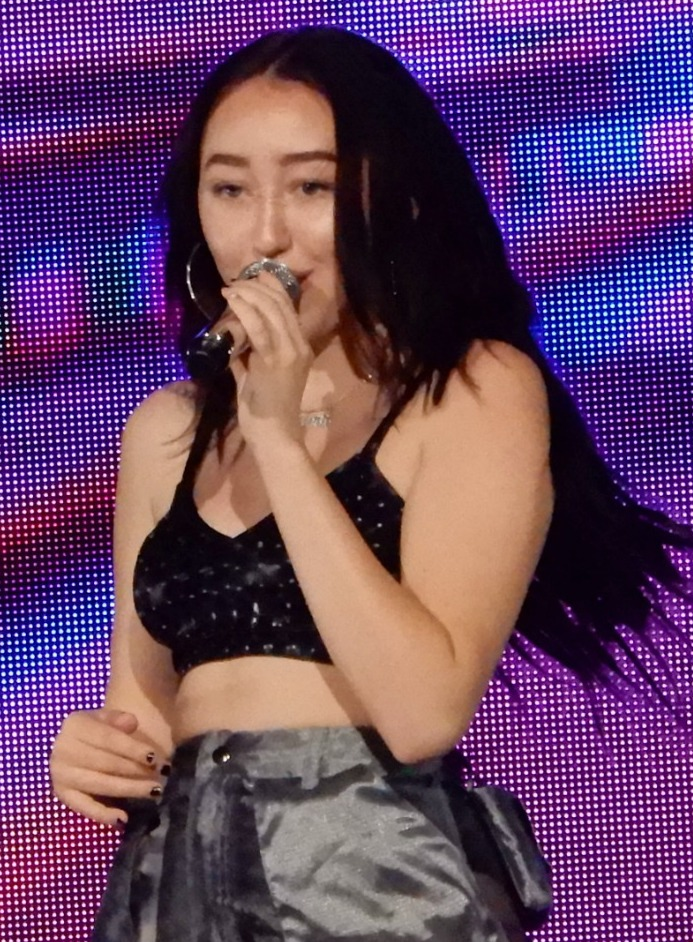
Noah Cyrus all'apertura di un concerto di Katy Perry nel 2017

Nel novembre 2016, esordisce nel panorama musicale globale con il singolo Make Me (Cry) cantato in collaborazione del cantautore britannico Labrinth. Il brano fa il suo ingresso in molte graduatorie globali, tra cui quella statunitense, dove ha raggiunto la quarantaseiesima posizione.
Ha inoltre pubblicato in questo 2017: Stay Together e Again (in collaborazione con XXXTentacion). Ha collaborato con Alan Walker nel brano All Falls Down. Dal 19 settembre al 1º novembre 2017 ha tenuto concerti d'apertura per i live di Katy Perry del Witness: The Tour. Il 20 agosto 2018 è uscito il brano Live or Die in collaborazione con il rapper Lil Xan. Nello stesso periodo, Noah Cyrus rilascia svariati altri singoli: We Are Fucked in collaborazione con MØ, Team in collaborazione con Max Schneider, Mad At You in collaborazione con Gallant. Quest'ultima canzone è inclusa nell'EP Good Cry, il quale include anche un brano in collaborazione con LP.
Il 31 luglio 2019 Cyrus ha pubblicato una canzone intitolata July, annunciandola come primo singolo dell'album di debutto. Il singolo raggiunge un buon riscontro commerciale, ottenendo due dischi di platino in USA. A questo brano fanno seguito varie collaborazioni rilasciate tra 2019 e 2020: Expensive con Rence, Fuckyounoah con London On Da Track, This Is Us con Jimmie Allen ed una seconda versione di July con Leon Bridges. Segue la pubblicazione di un secondo EP intitolato The End Of Everything. Il 24 luglio 2020 pubblica un singolo da solista intitolato Dunno. Nel marzo 2021 collabora con Demi Lovato nel brano Easy. Sempre nel 2021 pubblica l'EP People Don't Change in collaborazione con PJ Harding.

### 2020-presente:The Hardest Part
Nel 2022 annuncia la pubblicazione dell'album The Hardest Part, previsto per il 22 luglio dell'anno corrente. L'album viene anticipato dai singoli I Burned LA Down e Mr. Percocet.

## Vita privata
Il 30 giugno 2018 ha cominciato a frequentare il rapper Lil Xan. In seguito, il 3 settembre hanno chiuso la loro relazione. Fu accusata da quest'ultimo di averlo tradito e di averlo usato solo a fini pubblicitari, accuse sempre negate da Cyrus.
Cyrus è nota per essere la voce delle sfide per la salute mentale, avendo sperimentato depressione, ansia e attacchi di panico. Ha dichiarato di essere andata in terapia per affrontare queste sfide.

## Filantropia
Nel 2013 Cyrus ha usato il suo tredicesimo compleanno come un'opportunità per raccogliere fondi per il divieto di utilizzare carrozze trainate da cavalli a New York.
Ha collaborato con la PETA, apparendo dapprima in un annuncio di protesta contro l'uso della dissezione animale nelle classi di laboratorio del liceo, poi in un altro che sostiene un boicottaggio del SeaWorld.

## Discografia

### Album in studio
- 2022 – The Hardest Part
- 2025 – I Want My Loved Ones to Go With Me

### EP
- 2018 – Good Cry
- 2020 – The End of Everything
- 2021 – People Don't Change (con PJ Harding)

### Singoli
- 2009 – Ponyo on the Cliff by the Sea
- 2016 – Make Me (Cry) (feat. Labrinth)
- 2017 – Stay Together
- 2017 – I'm Stuck
- 2017 – Again (feat. XXXTentacion)
- 2017 – All Falls Down (feat. Alan Walker)
- 2017 – My Way (feat. OneBeat)
- 2018 – We Are... (feat. MØ)
- 2018 – Team (feat. Max)
- 2018 – Lately (feat. Tanner Alexander)
- 2018 – Love or Die (feat. Lil Xan)
- 2018 – Mad at You (feat. Gallant)
- 2019 – July (da solista o con Leon Bridges)
- 2019 – Lonely
- 2019 – Fuckyounoah (feat. London on da Track)
- 2020 – This Is Us (con Jimmie Allen)
- 2020 – For Once In My Life
- 2020 – Dunno
- 2020 – I Got So High That I Saw Jesus (da solista o con Miley Cyrus)
- 2020 – Young & Sad
- 2020 – All Three
- 2021 – Dear August (con PJ Harding)
- 2021 – You Belong to Somebody Else (con PJ Harding)
- 2022 – I Burned LA Down
- 2022 – Mr. Percocet
- 2022 – Noah (Stand Still) (sola o con Billy Ray Cyrus)
- 2022 – Snow in LA (con PJ Harding)
- 2023 – Everybody Needs Someone (con Vance Joy)
- 2025 – Don't Put It All On Me (con i Fleet Foxes)
- 2025 – I Saw the Mountains
- 2025 – New Country (con Blake Shelton)

collaborazioni
- 2017 – Waiting (con Jake Bugg)
- 2018 – Slow (con Matoma)
- 2018 – All Falls Down (con Alan Walker, Digital Farm Animals, Juliander)
- 2019 – Ecstasy (con XXXTentacion)
- 2020 – On Mine (con Diplo)
- 2021 – Easy (con Demi Lovato)
- 2024 – How Far Will We Take It? (con Orville Peck)
- 2024 – My Fault (con Shaboozey)
- 2024 – Porcupine Tattoo (con Everything Is Recorded e Bill Callaghan)
- 2025 – Oh What A Dream We Had (con Il Divo, Lara Fabian, Michal David, Richard Marx, Braison Cyrus, Lauri Ylönen, Marcelito Pomoy, Kimbra e Billy Ray Cyrus)

## Tournée
- 2018 – Good Cry Tour
- 2020 – The Not So Tour, Tour
- 2023 – The Hardest Part Tour
- 2025 – I Want My Loved Ones to Go With Me Tour

## Filmografia

### Attrice

#### Cinema
- Hannah Montana & Miley Cyrus: Best of Both Worlds Concert, regia di Bruce Hendricks (2008)
- R.L. Stine: I racconti del brivido - Fantasmagoriche avventure (Mostly Ghostly: Who Let the Ghosts Out?), regia di Rich Correll (2008)
- Hannah Montana: The Movie, regia di Peter Chelsom (2009)

#### Televisione
- Doc – serie TV, 9 episodi (2002-2004)
- Hannah Montana – serie TV, 6 episodi (2006-2011)
- American Horror Stories – serie TV (2021)

### Doppiatrice
- A scuola con l'imperatore (The Emperor's New School) – serie animata (2008)
- Ponyo sulla scogliera (Ponyo), regia di Hayao Miyazaki (2008)

#### Videoclip
- Graduation (2019)